# Klaudia Hornung
Klaudia Hornung (* 23. Januar 1962 in Frankfurt am Main; † 31. August 2022 ebenda) war eine deutsche Ruderin.

## Biografie
Klaudia Hornung trat mit 13 Jahren dem Frauen-RV Freiweg Frankfurt bei. Beim Deutschen Meisterschaftsrudern 1981 gewann sie Bronze im Vierer mit Steuerfrau. Es folgten eine weitere Bronzemedaille im Doppelvierer 1983 und Silber 1984 im Vierer mit Steuerfrau.
Bei den Olympischen Sommerspielen 1984 in Los Angeles nahm Hornung in der Regatta mit dem Achter teil und belegte mit der deutschen Crew Rang sechs.
Hornung war als selbstständige Architektin tätig und mit ihrem Kollegen Michael Spies verheiratet.
Als sie am 31. August 2022 mit ihrem Fahrrad auf dem Weg zum Rudertraining war, hatte Hornung einen Unfall, bei dem sie tödlich verunglückte.